# Поздняя встреча
«По́здняя встре́ча» — советский художественный телевизионный фильм 1978 года по мотивам повести Юрия Нагибина «Срочно требуются седые человеческие волосы», снятый на Свердловской киностудии по заказу Гостелерадио СССР.

## Сюжет
Действие фильма происходит в Ленинграде и Свердловске в двух временных слоях: в 1970 и 1978 годах.
Сергей Иванович Гущин прилетает из Свердловска в Ленинград к своему однополчанину Петру Свиридонскому. Но встреча боевых товарищей стала не единственным поводом для визита: здесь много лет назад он встретил женщину, которая перевернула всю его жизнь и которую он так и не смог забыть.
Из аэропорта Гущин едет на Площадь искусств, где в доме № 5 тогда жила его возлюбленная Наташа Проскурова, начинающая актриса. Но в той квартире теперь другие люди, которые о Наташе ничего не знают. И на киностудии, где они познакомились, о ней тоже нет сведений. И тогда память переносит Гущина на восемь лет назад, в день их первой встречи…
Как авиационный инженер и специалист по катапультам, он был приглашён в Ленинград в качестве консультанта на кинокартину «Полёт в неведомое». Возле входа на киностудию его внимание привлекает объявление: «„Ленфильму“ срочно требуются седые человеческие волосы». Красивая девушка, стоявшая рядом (это была Наташа), заметив его удивление, шутливо замечает:
 — Не бойтесь, это же добровольно. Вашей седине ничего не грозит…
 — Хорошо хоть, что им не требуются наши зубы… — иронично отвечает Гущин
Позже он встречает её в столовой киностудии и, загоревшись, приглашает на прогулку. Она легко соглашается, и вот уже они идут по городу, а Наташа в роли экскурсовода увлечённо показывает своему новому знакомому городские достопримечательности. Указывая на один из домов на площади Суворова, она приписывает его авторство Валлен-Деламоту. Гущин поправляет её, замечая, что это одно из первых сооружений Кваренги. Возникает небольшой спор, в результате которого выясняется, что Гущин хорошо разбирается в архитектуре Старого Петербурга.
Затем Гущин отправляется с Наташей на катере по городским каналам, чтобы показать «свой Ленинград». Водитель катера — отец Андрея, фронтового друга Гущина. Во время боевого вылета, когда их самолёт подбили, Сергей успел выпрыгнуть с парашютом, а Андрей погиб. Самолёт упал на Каменном острове, на площади перед Каменноостровским театром. Во время блокады Гущин помогал родителям Андрея, отдавая им часть своего пайка. И каждый раз, приезжая в Ленинград, он вместе с отцом Андрея посещает место гибели друга.
Напоследок старик просит взять у него потерявшуюся собачку. Наташа забирает её, и вместе с Гущиным они едут смотреть объявления о пропавших животных. Найдя подходящее описание, они идут по указанному адресу. Старушка, обрадовавшаяся возвращению любимой собачки, хочет их отблагодарить. Гущин просит продать ему репродукцию гравюры, изображающую корабль, паруса которого так понравились Наташе. Хозяйка собачки с радостью отдает её так, но, уходя, Гущин всё же незаметно оставляет деньги.
Вечером Наташа приглашает Гущина в дом своих друзей, ленинградских интеллигентов. Она представляет его хозяину дома — художнику-дизайнеру и скульптору Пете Басалаеву и его жене. Пётр знакомит Гущина со своим коллегой Беляковым, «непревзойдённым творцом современных форм». В числе гостей — несостоявшийся Наташин ухажёр Борис, бывший спортсмен и начинающий поэт, и Ирэна, автор-исполнитель собственных песен.
После расставания в аэропорту они ещё будут надеяться на продолжения отношений. Вернувшись к себе в Свердловск после встречи с Наташей, Гущин внезапно для себя принял решение кардинально изменить свою жизнь, он вернулся домой другим человеком. И его жена, отношения с которой у Гущина давно разладились, отметила это сразу. Гущин почувствовал вкус к жизни и это даже помогло ему в работе. В своём НИИ Гущин добровольно вызвался совершить прыжок с новой катапультой, уверенный в своих разработках. Он убедил руководство продолжить испытания, невзирая на неудачу. После успешного полета и прыжка с катапультой, Гущин окончательно решил изменить себя и свою жизнь. Он идёт на почту и даёт Наташе телеграмму: «Нужны ли ещё седые волосы?». Получив от Наташи ответную телеграмму «Да, да, очень нужны!» — Сергей Иванович решает уйти из семьи. Прощается с дочерью, которая в принципе даже одобряет этот его шаг, собирает вещи и уходит из дома, но… Поймав в окне взгляд своей жены — обречённый и потерянный, понимает, что не сможет вот так оставить её. Что мог он дать юной актрисе?! Так он и закрыл для себя ту историю. Но в сердце у него осталась душевная боль, поскольку он обманул ожидания Наташи.
1978 год. Прилетев на  встречу с друзьями-фронтовиками в Ленинграде, Гущин встретился с Басалаевым и узнал от него, что Наташа, так и не дождавшись возвращения возлюбленного, пять лет назад уехала в Хабаровск, куда её пригласили в местный театр.
Я играла жену, привыкшую к своему мужу и остывшую к нему. Ничего, ничего она в нём не видит и не ценит. Для его еды она предлагает яичницу либо омлет. И вот он встречает другую женщину, он готов уйти к ней. Жена, ощутив угрозу, леденеет от ужаса. Она — в стрессе: она теряет человека, которым пренебрегала и который, оказывается, ей необходим. Уже взрослая дочь не вмешивается, но сочувствует отцу. Жена не задерживает мужа, откровенно решившего покинуть дом, но глубоко и безысходно страдает.

Человеку мыслящему, наделённому сердцем, совсем не просто зачеркнуть прошлое. Сценарий подводит нас к последней сцене. На балконе, как бы спокойно, стоит жена. Кинокамера приближает её лицо. Оно заплакано, глаза жадно и выжидающе смотрят на уходящего. Но вот он оглянулся, бросил взгляд на балкон и… остановился.

## В ролях
- Алексей Баталов — Сергей Иванович Гущин, инженер-испытатель НИИ, фронтовик
- Лариса Луппиан — Наташа Проскурова, молодая ленинградская актриса
- Маргарита Володина — Маша, жена Гущина
- Татьяна Догилева — Таня, дочь Гущина
- Михаил Глузский — Пётр Свиридонский, однополчанин Гущина
- Аркадий Трусов — отец фронтового друга Гущина
- Людмила Ксенофонтова — ветеран войны (нет в титрах)
- Юрий Елисеев — ветеран войны (нет в титрах)
- Александр Момбели — ветеран войны (нет в титрах)
- Игорь Ефимов — Пётр Басалаев, художник-дизайнер научного центра, скульптор
- Тамара Исаева — Элла, жена Петра Басалаева
- Владимир Татосов — Василий Михайлович Беляков, художник
- Виталий Ильин — Борис Гжебовский, спортсмен и начинающий поэт, друг Наташи
- Ирэна Сергеева — Ирэна, автор и исполнительница песен
- Виктор Бурхарт — Василий Михайлович, начальник Гущина
- Ольга Черкасова — хозяйка собаки
- Татьяна Маневская — женщина с ребёнком
- Елена Андерегг — работница ленинградской киностудии
- Сергей Филиппов — Сергей Николаевич, актёр на ленинградской киностудии
- Галина Стопцова — эпизод
- Александр Болонин — эпизод

## Над фильмом работали
- Автор сценария: Юрий Нагибин
- Режиссёр-постановщик: Владимир Шредель
- Главный оператор: Виктор Осенников
- Художники-постановщики: Василий Зачиняев, Александр Зачиняев
- Композитор: Эдуард Богушевский
- Звукооператор: Борис Ефимов
- Автор песен: Ирэна Сергеева

## Факты
- Сценарий этого фильма Юрий Нагибин посвятил своей жене Алле, которая была моложе его на пятнадцать лет.[источник не указан 1754 дня]
- В 1970 году на Ленинградском телевидении был записан телеспектакль «Срочно требуются седые волосы», режиссёр: Иван Рассомахин, в ролях: Кирилл Лавров, Нина Ургант, Наталья Тенякова.
- В фильме ленинградский бард, известная поэтесса Ирэна Сергеева исполняет свои песни «По вечерам у нас играют и поют…» и «Когда на улицах темно…»
- На вечере в доме друзей Наташи звучит инструментальная версия популярной песни «The Shadow of Your Smile».